# 塔爾 (聖加侖州)
塔爾（德語：Thal）是瑞士聖加侖州的一个市镇，位於該國東北部，面積9.61平方公里，海拔高度415米，2011年人口6,308，四成人口信奉羅馬天主教，人口密度每平方公里656人。

## 外部連結
- http://www.thal.ch （页面存档备份，存于）